# 車淑梅
車淑梅，MH（1957年10月14日—），香港資深傳媒從業員，曾為香港電台第二台晨早節目《晨光第一線》的第一代主持人之一，並長時間主持。2002年7月18日主持最後一集《晨光第一線》後 ，調往香港電台第一台主持《開心日報》。2011年年尾開始更只主持香港電台第一台的《舊日的足跡》，過著半退休生活。

## 背景
車淑梅早年在馬頭圍邨玫瑰樓居住，在馬頭涌官立小學上午校就讀。中學畢業於伯特利中學（1976年下午校英文部中五）及預科畢業於已結束辦學的萃華英文書院。雖在香港出生，但因從小與乾媽在元朗居住，學到滿口的客家話，故此不甚會說廣東話，當傳媒工作者，經努力加上胞姊的車森梅幫助，成為語言流利的港台首席主持人。1967年透過參加《空中小園地》加入電台兒童節目播音。中學畢業後，車淑梅擁有真正屬於自己的節目《車天車地》（星期六播放，一般與其名稱合稱作「車天車地車淑梅」）。此前，她小學畢業後當過塑膠公仔噴漆工人，以為半工讀鋪路。另外也曾在晚上到土瓜灣珠江戲院附近的夜校任教師。
一九八零至一九九零年代開始連續多年蟬聯香港大學民意研究計劃《全港電台收聽調查》十大最受歡迎電台節目主持人第一位，因此被外界封為香港金牌DJ。1992年被一名電台聽眾提名，成功獲選香港十大傑出青年。2009年接受美國CNN訪問 。車淑梅更於2010年《讀者文摘》舉行的香港「最受信任的人物」網上調查中上榜。
車淑梅專長於人物專訪節目，於自己電台節目之一的《舊日的足跡》中訪問不少社會傑出人士，內容不時被傳媒報導。2006年在香港有線電視擔任《玄機解碼》節目主持人，訪問了十多位圈中好友。至2008年，再為有線主持主題相近的節目《人生命書》。2012年在Roadshow路訊通，分別曾和尹師傅及于師傅主持烹飪節目《煮場作客》，因而人氣再度飈升。
車淑梅多年來致力於義工事務，2001年被委任為香港腎臟基金會董事局成員，亦為多個香港服務團體的顧問，曾參與過百個慈善機構舉辦的活動，包括司儀工作，活動嘉賓，出任代言人等，於2005年榮獲第一屆香港傑出義工獎並當選傑出義工會創會會長。車淑梅於2012年獲頒發行政長官社區服務獎狀。2018年，她獲嶺南大學頒授榮譽院士銜以表揚對廣播界、社會服務方面貢獻良多。2020年，車淑梅被委任為義務工作發展局董事局成員。現時是一名認可調解員。2021年，車淑梅因盡心服務廣播界多年，積極推動義工服務發展，貢獻良多，獲頒榮譽勳章。2021年10月22日，車淑梅獲香港演藝學院頒授榮譽院士，以表揚她不遺餘力推進香港的演藝行業和文化發展，以及多年來支持香港演藝學院的完善發展。2022年，她为港台电视31节目《金曲复金曲》担任嘉宾，分享历届十大中文金曲颁奖音乐会台前幕后的难忘时刻。

## 家庭
車淑梅的丈夫是香港電台電視部前助理廣播處長張文新，姊姊車森梅亦是電台主持人及播音員。家有長子張家瑋及幼女張家晞。長子會考3A5B，首先入讀南加州大学，再轉入美国費城賓夕法尼亞大學，修讀經濟學及心理學，2007年畢業回港。二女2006年會考5A4B，SAT數學科滿分，2012年在美国麻省理工學院畢業，修讀環境工程及管理學。

## 政治立場
車淑梅沒有曾明確公開表達自己支持的政治陣營，可是曾於文匯報專欄《淑梅足跡》撰文，為激進親中共派人士高松傑宣傳。此外，2021年9月華為副董事長孟晚舟向加拿大政府承認其公司於伊朗業務誤導銀行獲釋回國後，車淑梅於社交媒體公開讚揚孟「不屈不撓、從容有禮」，稱之為堅強不屈的中華女兒。

## 爭議事件

### 俄羅斯入侵烏克蘭事件
2022年2月25日烏克蘭遭俄羅斯入侵後兩日，車淑梅在Facebook轉載文章形容俄羅斯與烏克蘭為「前夫妻關係」，更稱俄入侵就是像前夫保護兩個兒子（東烏克蘭兩個分裂政權），結果惹來爭議，車其後刪文並道歉。原文被網民備份流傳，其 Facebook 在2022年2月26日調整留言設定，好友以外人士未能留言。。

## 書本作品
【淑梅隨意想】